# Schwa
A schwa (latin Ə, ə, cirill Ә, ә) egy cirill eredetű betű, amelyet tartalmaz a latin betűs azeri ábécé is.

## Karakterkódolás

### Cirill karakter
| Karakterkészlet | Kisbetű (ә) | Nagybetű (Ә) |
| --------------- | ----------- | ------------ |
| Unicode         | U+04D9      | U+04D8       |
| HTML/XML        | &1240;      | &1241;       |

### Latin karakter
| Karakterkészlet | Kisbetű (ə) | Nagybetű (Ə) |
| --------------- | ----------- | ------------ |
| Unicode         | U+0259      | U+018F       |
| HTML/XML        | &601;       | &399;        |

## Kiejtése különböző nyelveken
- azeri, baskír, kalmük, kazak: [æ]
- dungan: [ɤ]
- hanti: [ɤ] vagy [ʌ]

A cirill írású karakalpak ábécében is szerepelt ez a betű, mióta azonban áttértek a latin írásra, ennek megfelelője az aʻ lett.

## Az azeri nyelvə-ja
Az azeri nyelvet eleinte cirill betűkkel írták, de később áttértek a latin írásra. Az azeri ábécé alapját képező török ábécében azonban nem volt jel az [æ] hang kiejtésére – amire a cirill betűs írásban a ә szolgált –, ezért átvették a cirill schwát a latin írásba. Ha a ə valamiért nem elérhető, helyette ä-t szoktak írni.

## Fordítás
- Ez a szócikk részben vagy egészben  a(z)   Ə című angol Wikipédia-szócikk fordításán alapul.  Az eredeti cikk szerkesztőit annak laptörténete sorolja fel. Ez a jelzés csupán a megfogalmazás eredetét és a szerzői jogokat jelzi, nem szolgál a cikkben szereplő információk forrásmegjelöléseként.
- Ez a szócikk részben vagy egészben  a   Schwa (Cyrillic) című angol Wikipédia-szócikk fordításán alapul.  Az eredeti cikk szerkesztőit annak laptörténete sorolja fel. Ez a jelzés csupán a megfogalmazás eredetét és a szerzői jogokat jelzi, nem szolgál a cikkben szereplő információk forrásmegjelöléseként.